# Опасные пассажиры поезда 123 (фильм, 2009)
«Опасные пассажиры поезда 123» (англ. The Taking of Pelham 123) — художественный фильм Тони Скотта в жанре боевика, ремейк одноимённого фильма 1974 года, который, в свою очередь, является экранизацией романа-триллера Мортона Фридгуда (он же Джон Гоуди), экранизированного до этого уже дважды. Сценарий фильма написал Брайан Хелгеленд. Создание фильма началось в марте 2008 года, а вышел он 12 июня 2009 года. Название фильма в оригинале связано с радиопозывными, которые давали поездам в нью-йоркском метрополитене. В него входит станция назначения и время отправления (1:23).

## Сюжет
Диспетчер Нью-Йоркского метрополитена Уолтер Гарбер (Дензел Вашингтон), следящий за движением поездов, получает сообщение о том, что поезд 123 захвачен террористами и заблокирован на перегоне в районе станции Пелем. Их эксцентричный главарь, называющий себя Бернардом Райдером (Джон Траволта), требует от городских властей десять миллионов долларов, которые должны быть переданы ему в течение часа, угрожая в противном случае начать расстрел пассажиров-заложников. Гарбера Райдер избирает в качестве посредника в переговорах.
Напряжение в подземке нарастает. Уолтер Гарбер пытается вести переговоры с налётчиками о доставке выкупа, чтобы потянуть время и спасти заложников.
Райдер  убивает машиниста поезда  и  требует, чтобы Гарбер привёз к нему деньги. Используя Гарбера как машиниста, Райдер уходит через заброшенную ветку метро. Гарбер сначала сбегает от бандитов, потом преследует Райдера. Райдер не хочет возвращаться в тюрьму (он отсидел срок за мошенничество на бирже), и Гарбер его убивает.
Фильм заканчивается тем, что Гарбер возвращается домой с половиной галлона молока.

## В ролях
- Дензел Вашингтон[5] — Уолтер Гарбер
- Джон Траволта[6] — Бернард Райдер / Дэннис Форд
- Джон Туртурро — лейтенант Камонетти
- Джеймс Гандольфини[7] — мэр Нью-Йорка
- Луис Гусман — Фил Рамос
- Рамон Родригес[8] — диспетчер Дельгадо
- Виктор Гойчай — Башким (один из налётчиков)
- Роберт Ватаж — Эмри (один из налётчиков)
- Джейсон Батлер Хорнер[9] — мистер Томас (один из заложников)
- Гбенга Акиннагбе[10] — Уоллес (один из заложников, бывший десантник)
- Майкл Рисполи — Джон Джонсон

## Критика
Фильм получил смешанные отзывы кинокритиков. На сайте Rotten Tomatoes фильм имеет рейтинг 51 % на основе 232 рецензий со средним баллом 6,3 из 10. На сайте Metacritic фильм имеет оценку 55 из 100 на основе 34 рецензий критиков, что соответствует статусу «смешанные или средние отзывы».

## Саундтрек
- Композитор: Harry Gregson-Williams
- Дирижёр: Harry Gregson-Williams
- Кол-во треков: 11
- Год выхода: 2009

Трек-лист:
1. Something On the Track
2. «It’s Me, Man!»
3. Rigged Contracts
4. An Ass Model Named Lavitka
5. Money Run
6. Garber Meets Ryder
7. All Others Pay Cash
8. The Train Leaves the Station
9. The Lights Are All Green!
10. Manhattan Bridge
11. «…You a Yankee’s Fan?»

В начальной сцене играет песня Jay-Z — 99 Problems